# Evesham
Evesham ist eine mittelgroße Stadt mit ländlichem Charakter in Worcestershire in England. Von Evesham nach Worcester, Cheltenham und Stratford-upon-Avon ist es annähernd gleich weit. Ursprünglich wurde Evesham in einer Schleife des Flusses Avon gegründet, der durch das Tal von Evesham fließt. Die Gegend ist für ihren Obst- und Gemüseanbau bekannt, der infolge guter klimatischer und Bodenbedingungen besondere wirtschaftliche Bedeutung hat. Der stark wechselnde Bedarf an Arbeitskräften bringt mit sich, dass eine große Zahl von Saisonarbeitern im Tal von Evesham lebt.

## Beschreibung

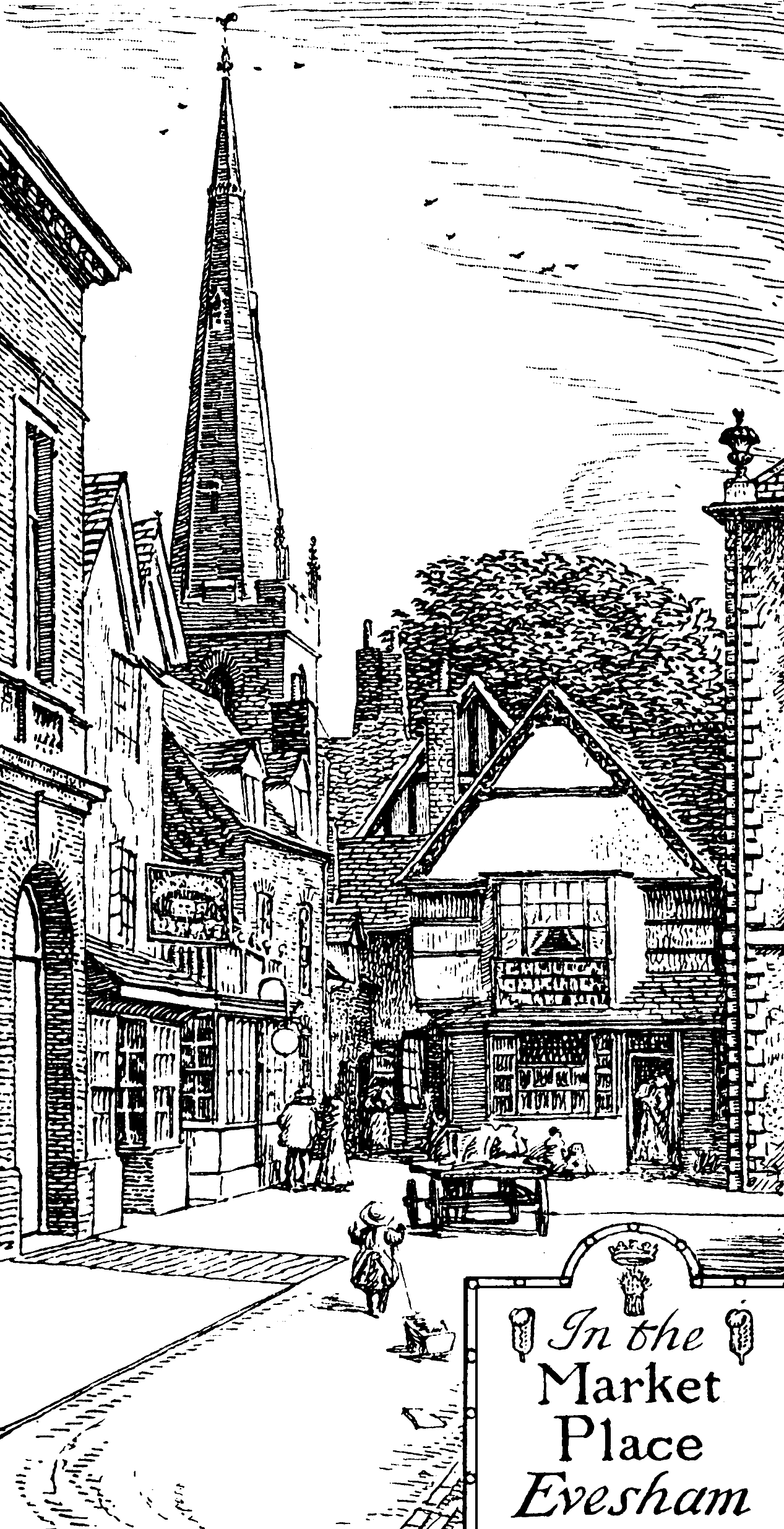
The Market Place in Evesham, circa 1904

Die Stadt hatte bei der Volkszählung 2001 22.304 Einwohner, ein kleines Krankenhaus, eine Bücherei, zwei Sekundarschulen und ein College. Die Stadt ist auch Sitz des Computerherstellers Evesham Technology und verschiedener Nahrungsmittel verarbeitender Betriebe sowie ein anspruchsloser Touristenort. Die während des Zweiten Weltkrieges im nahegelegenen Wood Norton errichtete Rundfunksendeanlage ist heute eine Übungsanlage und ein privates Hotel.
Evesham kann als ein gefälliger aber nicht aufregender Besuchsort beschrieben werden. Es ist für seine Tagesausflügler bekannt, die ihr Picknick am Fluss machen oder Evesham als Touristenausgangspunkt für Besuche des Cotswolds nutzen. Im Jahr finden viele Feste statt wie der große Angelwettbewerb, das Heißluftballonfestival, eine Mop Fair, eine Regatta und ein Flussfestival mit Bootsbeleuchtung. Der Fluss Avon ist schon für sich selbst ein Anziehungspunkt, sowohl als Teil des schiffbaren Avon Rings als auch für nette Bootsausflüge von Abbey Gardens aus oder mit dem Bootsverleih an der Anlegestelle. Zu den Überresten des Benediktinerklosters zählen der weithin sichtbare Lichfield Bell Turm und zwei historische Gemeindekirchen. Das nahegelegene Almonry war früher Teil des Klosters gewesen und ist jetzt ein unter Denkmalschutz stehendes Heimatmuseum.

## Geschichte

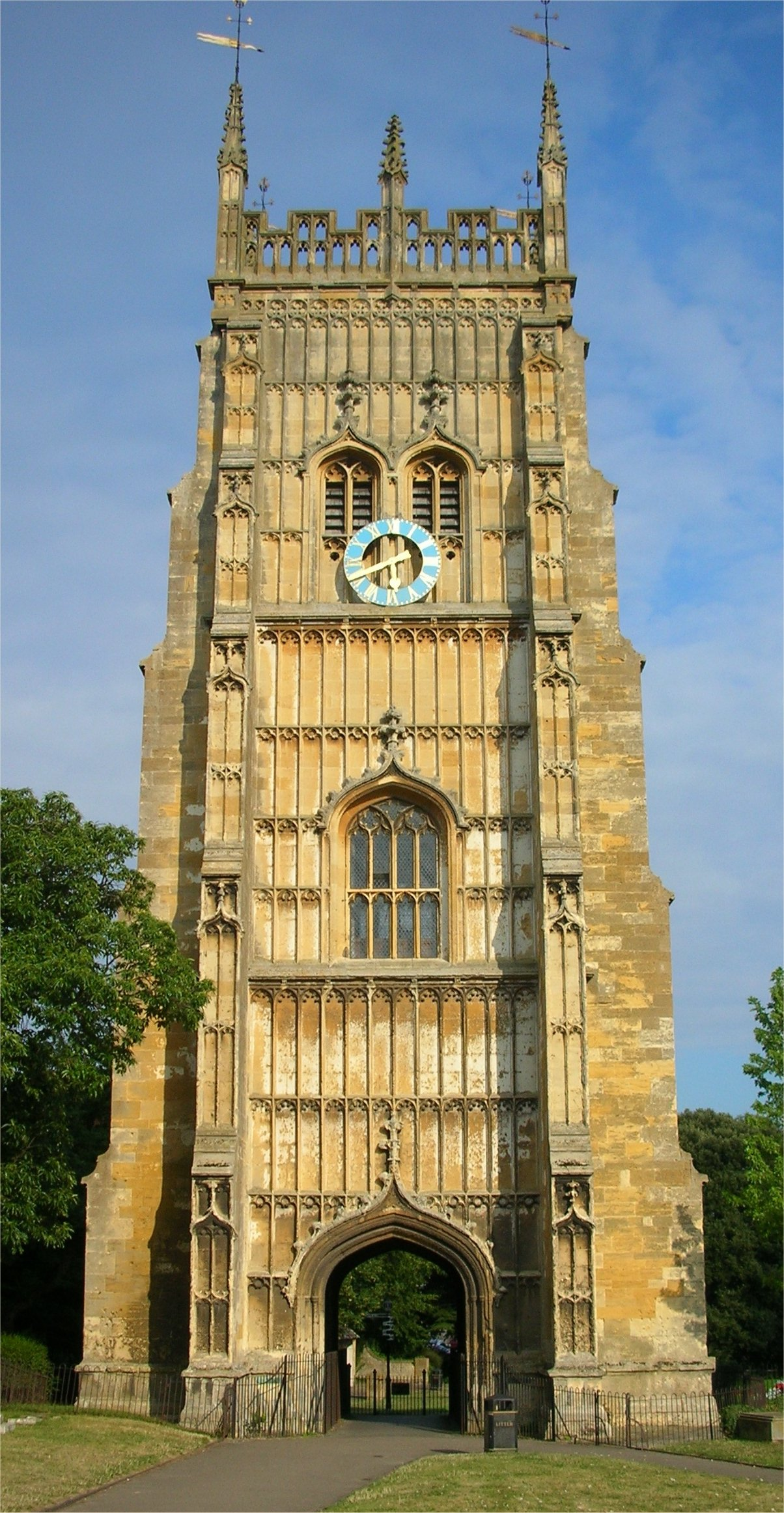
Evesham Abbey, Glockenturm

Evesham war der Ort der großen Schlacht von Evesham, in der Simon de Montfort besiegt und am 4. August 1265 getötet wurde. Das Kloster Evesham war eines der größten Klöster Europas, an das nur noch der Lichfield Bell Turm erinnert. Es wurde vom heiligen Bischof von Worcester St. Ecgwine gegründet, nachdem einem Schweinehirten oder Schäfer namens Eof an dieser Stelle Maria erschienen war. In der Legende suchte Eof sogleich Ecgwine auf, der mit ihm an die Stelle zurückeilte und ebenfalls die Erscheinung hatte. Er war so bewegt, dass er an dem Platz eine Benediktinerabtei errichtete.
Während Ecgwine erst selig und später heiliggesprochen und auch die lokale Mittelschule nach ihm benannt wurde, hatte Eof wohl historisch gesehen die größere Resonanz und Ansehen. Der Name Evesham leitet sich von Eof’s ham ab, wobei ham in diesem Falle home bedeutet. Diese Herleitung ist jedoch umstritten, da einige meinen, der Name würde von Eof’s Swine, zu Deutsch Eofs Schweine, stammen. Das Kloster Evesham gründete kleinere Abteien und Kirchen in Belgien, den Niederlanden und Frankreich. Die größte Einnahmequelle waren die Pilger, die die Stätte der Marienerscheinung und das Grab de Montforts besuchten.
In einer anderen historischen Merkwürdigkeit besteht die Stadt darauf, dass sie ursprünglich auf der Nordseite vom Avon in einer Flussschleife gegründet sei, während Bengeworth angeblich im Süden erbaut wurde. Bengeworth hatte zu dieser Zeit eine Burg und wetteiferte mit dem Kloster auf der anderen Seite um die Vormachtstellung. Zum Unglück für Bengeworth erlaubten sich die betrunkenen Ritter den Spaß, ein oder zwei Gräber auf dem Friedhof des Klosters zu beschädigen. Die Mönche nahmen dies zum Vorwand, die Burg anzugreifen, und schleiften sie. Um einen Wiederaufbau der Burg zu verhindern, weihten sie den Platz durch einen Friedhof. Diese in der Ortsgeschichte begründete ungleichmäßige Verteilung von Straßen und Geschäften spiegelt sich noch immer im Stadtbild wider.
Ebenfalls im Süden der Stadt befinden sich die Ortsteile Greater und Little Hampton, zwei noch vor ungefähr 80 Jahren unabhängige Ortschaften. Um die Eingemeindung zu feiern und eine bessere Anbindung zu schaffen, wurde die Abbey Bridge gebaut, die auch oft nur New Bridge genannt wird. Die Brücke war die erste im Vereinigten Königreich, welche vollständig aus Beton errichtet wurde. Hampton lebte in den vergangenen Jahren dank der teilweisen Stadterneuerung und dem Neuziehen der Wahlkreisgrenzen auf.

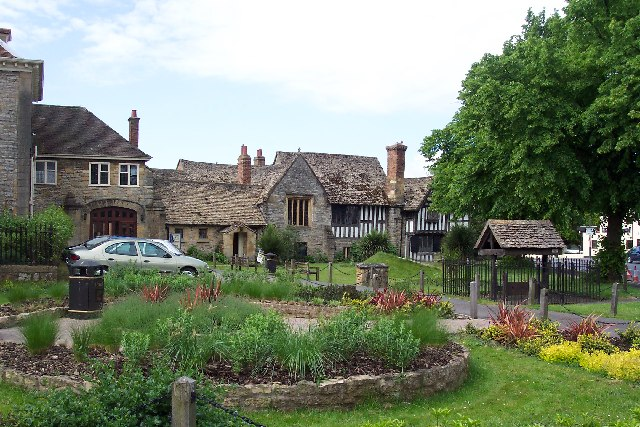
Abbey Almonry

Die Gegenwart des Klosters, seine Bewohner und die Pilger ließen die Stadt in der Flussschleife heranwachsen. Ein Modell der Stadt im Mittelalter befindet sich im Almonry Museum in der Stadtmitte. Mit einem der größten Klöster und einer kräftigen Landwirtschaft wurde die Stadt schnell wohlhabend. Unglücklicherweise sah die Entscheidung von Henry VIII. zur Auflösung der Klöster ihren Abriss und den Verkauf des Abbruchmaterials vor, so dass nur das Wahrzeichen des Lichfield Bell Turms übrig blieb. Die abgerissene Abteikirche war um einiges größer als die St Paul’s Cathedral in London.
Ungeachtet dieses Rückschlages überlebte die Stadt und wuchs zu einem der bekanntesten Zentren in der Grafschaft für Früchte- und Gemüseanbau heran. Das Tal von Evesham galt als das zweitgrößte Anbaugebiet nach der Grafschaft Kent, dem „Garten von England“.
Der Rückgang der landwirtschaftlichen Großbetriebe in der zweiten Hälfte des 20. Jahrhunderts ließ viele Direktvermarktungen vom Felde in Evesham in den 1990er Jahren schließen, viele der Obstgärten im grünen Gürtel der Stadt verwilderten.
Im Mai 1998 erlebte Evesham eine Rekordflut und Überschwemmung seiner Vororte durch den Fluss Avon. Der Pegel des Flusses stieg um 2,75 m in nur wenigen Stunden an, versenkte die angebundenen Kanalboote, überflutete Gebiete von Bengeworth und bedrohte in seiner Statik die im 19. Jahrhundert erbaute Workman Bridge Brücke, als ein Wohnwagen von den Fluten mitgerissen wurde und sich in den Bögen der Brücke verkeilte.
Der auffällige Stadtdialekt, der mittlerweile mehr von den älteren Generationen in der Stadt gesprochen wird, nennt sich Asum und ist eine Zusammenziehung des Städtenamens Evesham. Asum war der Name, den eine der beliebten Kleinbrauereien seinen Getränken gab. Diese Brauerei war in dem historischen Gebäude und Pub The Green Dragon untergebracht, das 1510 im architektonischen Tudorstil errichtet wurde. Die zwei preisgekrönten Biere waren Asum Ale und Asum Gold. Der Pub wurde mittlerweile neu eröffnet und die Kleinbrauerei geschlossen.
Eine weitere Eigenheit des Dialektes gibt Anlass zu einer Debatte, wie der Name der Stadt selbst zu betonen wäre. Eve-shum ist die verbreitetste phonetische Betonung, aber die Betonung Eve-er-shum ist auch nicht ungewöhnlich.

## Bildung
Die Schulen entsprechen dem im Wychavon District Council verbreiteten Drei-Stufen-Schulsystem, das für 5- bis 10-Jährige die First School, für 10- bis 13-Jährige die Middle School, und 13- bis 18-Jährige die High School. Dies ist die Situation seit 1974. Vorher bestand das Schulmodell aus einer Primary School für 5- bis 11-Jährige, einer Secondary School für 11- bis 18-Jährige. Zwischen 1974 und 1977 erfolgte die Umstellung von einem Schulsystem zum anderen.
Die Stadt hat viele First Schools, darunter auch solche deren Träger die Church of England und die römisch-katholische Kirche sind, aber auch nicht konfessionell gebundene Schulen. Es gibt zwei Middle Schools in der Stadt: die Simon de Montfort Middle School und die St. Egwin’s Church of England Middle School. Und des Weiteren zwei High Schools: Prince Henry’s High School und Evesham High School. Die zwei High Schools haben ein größeres Schülereinzugsgebiet. Ihren Zulauf bekommen sie von den Middle Schools in Evesham und aus der Umgebung.
Die Geschichte der Prince Henry’s High School reicht 630 Jahre zurück und ist auf das engste mit dem Kloster verbunden, als sie eine Schule für Arme war. Die Schule war bis 1973 eine Grundschule, bis sie durch das Gesamtschulsystem neu organisiert wurde. Ab 1993 wurde sie durch Zuschüsse aufrechterhalten, seit 1999 wird die Schule über eine Stiftung finanziert. Sie ist jetzt ein Sprachcollege.
Die Evesham High School war ursprünglich als Evesham County Secondary School bekannt. 1973 wurde sie wie Prince Henry-Schule durch das neue Gesamtschulsystem neuorganisiert. Die Schule ist jetzt als Sportcollege bekannt mit zahlreichen Sportarten und Fitnessmöglichkeiten.
Ferner gibt es in der Stadt die Privatschule Greenhill-School, die Mädchen und Jungen im Alter von 3 bis 13 Jahren aufnimmt. Sie ist über 100 Jahre alt und war ursprünglich eine reine Mädchenschule.
Die höhere Bildung ab 16 Jahren wird in der Stadt von dem Evesham und Malvern Hills College angeboten. Die Colleges betreuen Studenten bis zum NVQ und BTEC-Level oder bieten berufspraktische Ausbildungskurse an. Beide ursprünglich eigenständige Einrichtungen wurden im September 2000 zu einem College zusammengelegt.

## Verkehrsanbindung und Anreise
Straße: Evesham liegt an der Kreuzung von A46 und A44. Im Juli 1987 wurde die sechseinhalb Kilometer lange A46 als Umgehungsstraße im Osten der Stadt eröffnet, damals noch unter der Bezeichnung A435. In einer kürzlich erstellten, allerdings nicht repräsentativen Untersuchung erklärte die Mehrheit der Einwohner, die Umgehungsstraße habe zu einer Entlastung des Verkehrs innerhalb der Stadt geführt.
Bahn: Von London Paddington aus ist der Bahnhof Evesham innerhalb von zwei Stunden auf der Cotswold Line erreichbar.
Bus: Lokale und regionale Buslinien fahren vom Busbahnhof an der High Street nach Stratford-upon-Avon, Worcester und Cheltenham.
Schiff: Der Fluss Avon ist ein befahrbarer Wasserweg, der den Fluss Severn bei Tewkesbury und den Stratford-upon-Avon-Kanal bei Stratford miteinander verbindet.

## Sport und Freizeit
Die Stadt ist Sitz des Evesham United Football Clubs (Fußball), der in der Southern Football League Division One Midlands spielt.
Wegen seiner besonderen Lage am Fluss bietet die Stadt zahlreiche Wassersportarten an:
- Rudern (Evesham Rowing Club)
- Kajak und Kanu (Evesham Paddlesport)
- Segeln (Evesham Sailing Club).

Die Stadt hat ebenfalls ein konkurrenzfähiges Rugby-Team (Evesham Rugby Club) und ein Pétanque-Team (Evesham Petanque Club).
Obwohl beide Kinos in Evenham geschlossen wurden, hat die Stadt ein modern eingerichtetes Theater im Evesham Arts Centre.

## Persönlichkeiten der Stadt
- Muzio Clementi (1752–1832), Komponist, starb in Evesham.
- Sir Henry Fowler, Chief Mechanical Engineer der Midland Railway und später der London, Midland and Scottish Railway wurde in Evesham am 29. Juli 1870 geboren.
- Alfred Thomas Grove (1924–2023), Geograph und Klimatologe, wurde in Evesham geboren.
- Jim Capaldi (1944–2005), Sänger und Songwriter, Mitbegründer der Band Traffic, wurde in Evesham geboren.
- John Parricelli (* 1959), Jazzgitarrist, wurde in Evesham geboren.
- Alistair McGowan, Impressionist und Schauspieler, wurde in Evesham am 24. November 1964 geboren.
- Guy Whittingham, Ex-Fußballer, wurde in Evesham am 10. November 1964 geboren.
- Mark Nightingale (* 1967), Jazzmusiker, wurde in Evesham geboren.

## Städtepartnerschaften
- – Dreux, Frankreich
- – Melsungen, Deutschland
- – Evesham Township, New Jersey, USA